# Сбогом любов
„Сбогом любов“ е български 3-сериен телевизионен игрален филм от 1974 – 1976 години на режисьора Мариана Евстатиева-Биолчева, по сценарий на Рангел Игнатов и по романа на Игнатов „Сбогом, любов“ от 1972 г. Оператор е Емил Вагенщайн. Музиката във филма е композирана от Александър Бръзицов. Едноименната песен се изпълнява от Йорданка Христова. Филмът е изработен от киноцентъра Бояна по поръчка на Българската национална телевизия. Редактор: Кольо Николов, а художник на филма е Анастас Янакиев.

## Сюжет

### I серия
70-те години на ХХ век. Яна – студентка в Художествената академия – среща голямата си любов -
инж. Георги Петрунов, който заминава на строителен обект в Странджанския край. Момичето не може да преживее раздялата, напуска Академията и отива при него. Опиянена от любовта си, тя решава да остане и двамата сключват брак. При строежа на язовира са открити пещери, които след време могат да предизвикат аварии. Георги, началникът на обекта, инж. Агликин и колежката им Людмила се опитват да предотвратят спирането на строежа. Заедно с проектанта Владо Дерменджиев – близък приятел на Георги – те изработват нов проект, предлагайки неизползван дотогава начин за обезопасяване на пещерите. На обекта пристига бащата на Яна – директор на строителното предприятие, който поема отговорност и дава съгласието си строежът да продължи. По време на нощната смяна на сондажната група загива инж. Иван Статков, наричан от колегите си Щастливеца. В края на годината Яна ражда момче.

## Серии
- 1. серия (1974) – 84 минути
- 2. серия (1976) – 65 минути
- 3. серия (1976) – 66 минути [2].

## Актьорски състав
| Изпълнител         | Роля                                                                                   |
| ------------------ | -------------------------------------------------------------------------------------- |
| Антон Горчев       | инженер Георги Петрунов                                                                |
| Веселина Попова    | художничката Яна Ганчовска, студентка в Художествената академия, приятелка на Петрунов |
| Иван Кондов        | инженер Ганчовски, бащата на Яна Ганчовска                                             |
| Грациела Бъчварова | майката на Яна Ганчовска                                                               |
| Васил Михайлов     | Агликин, началник на строителното управление                                           |
| Бистра Тупарова    | Людмила, колежка на Георги                                                             |
| Марин Янев         | инженер Владимир Дерменджиев                                                           |
| Иван Григоров      | инженер Деян П. Статков – Щастливеца                                                   |
| Никола Тодев       | бригадира бай Димитър                                                                  |
| Мария Стефанова    | Нели, съпругата на Александър Пеев                                                     |
| Милка Попантонова  | Кераца                                                                                 |
| Яким Михов         | художника Александър Додев                                                             |
| Венета Зюмбюлева   |                                                                                        |
| Велико Стоянов     |                                                                                        |
| Дафинка Данаилова  |                                                                                        |
| Кирил Кавадарков   | геоводът                                                                               |
| Йордан Алексиев    |                                                                                        |
| Иван Андонов       | Иван                                                                                   |
| Тодор Михайлов     |                                                                                        |
| Георги Миндов      |                                                                                        |
| Люба Алексиева     | съдия                                                                                  |
| Веселина Попова    |                                                                                        |
| Александър Притуп  |                                                                                        |
| Станчо Станчев     |                                                                                        |
| Димитър Милушев    | работник                                                                               |
| Стефан Костов      |                                                                                        |
| Мария Шивачева     |                                                                                        |
| Петър Димов        |                                                                                        |
| Йордан Таралежков  |                                                                                        |